# Hospital Lariboisière

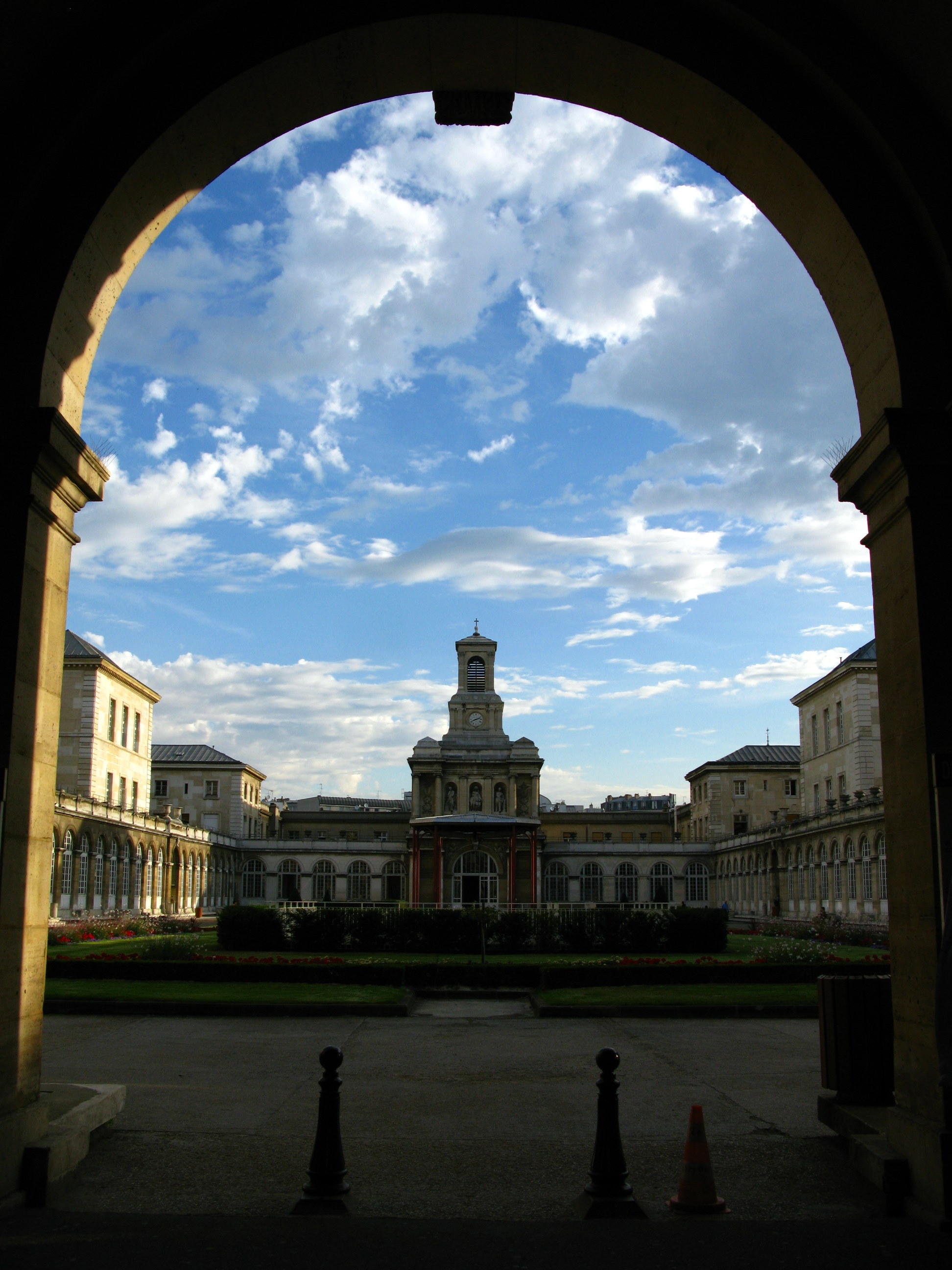
Pati interior de l'Hospital Lariboisière

L'hospital Lariboisière és un hospital parisenc situat al núm.2, de la rue Ambroise Paré al 10è districte de París. Va ser construït al segle xix en pavellons d'acord amb les teories higienistes. Va obrir les portes el 1854 i és hospital docent de la Universitat París Cité.

## La construcció
La decisió de construir ràpidament un hospital per als habitants dels ravals de la riba dreta de París es prengué de resultes de l'epidèmia de còlera de 1832 on els hospitals parisencs s'havien mostrat insuficients. El consell dels hospicis vol fer-ne un model: «Un monument de caritat on la filantropia, on la ciència i l'art siguin desenvolupats amb tots els progressos del temps.»
Entre 1839 i 1845, vives controvèrsies s'enceten al voltant de nombrosos projectes. Finalment, el 1846, els treballs comencen sota la direcció de l'arquitecte Martin-Pierre Gauthier.

## Denominacions successives
L'hospital s'ha dit de manera successiva:
- 1839 : hospital del Nord
- 1841 : hospital Louis-Philippe
- 1848 : hospital de la República
- 1854 : hospital Lariboisière

La comtessa Élisa de Lariboisière, nascuda el 22 de gener de 1794, a París (filla d'Antoine Roy, ministre de Finances a la Restauració, i esposa del comte de Lariboisière, fill del Jean Ambroise Baston de Lariboisière), va morir sense hereu el 27 de desembre de 1851. Deixà al seu testament la major part de la seva fortuna per a la fundació d'un hospital a París. Aquest hospital, fet conforme a la seva darrera voluntat, i un dels més bonics de París, va rebre el seu nom.

## Protecció
L'hospital Lariboisière és:
- un monument històric (les façanes i teulades, les galeries interiors i la capella estan protegides), per decret del 15 de gener de 1975.
- un lloc inscrit per decret del 6 d'agost de 1975.